# 319227 Erichbär
319227 Erichbär è un asteroide della fascia principale. Scoperto nel 2006, presenta un'orbita caratterizzata da un semiasse maggiore pari a 3,0756817 UA e da un'eccentricità di 0,0863452, inclinata di 10,37554° rispetto all'eclittica.